# Peristylus timorensis
Peristylus timorensis là một loài thực vật có hoa trong họ Lan. Loài này được (Ridl.) J.J.Wood & Ormerod mô tả khoa học đầu tiên năm 1998.